# Túi xách

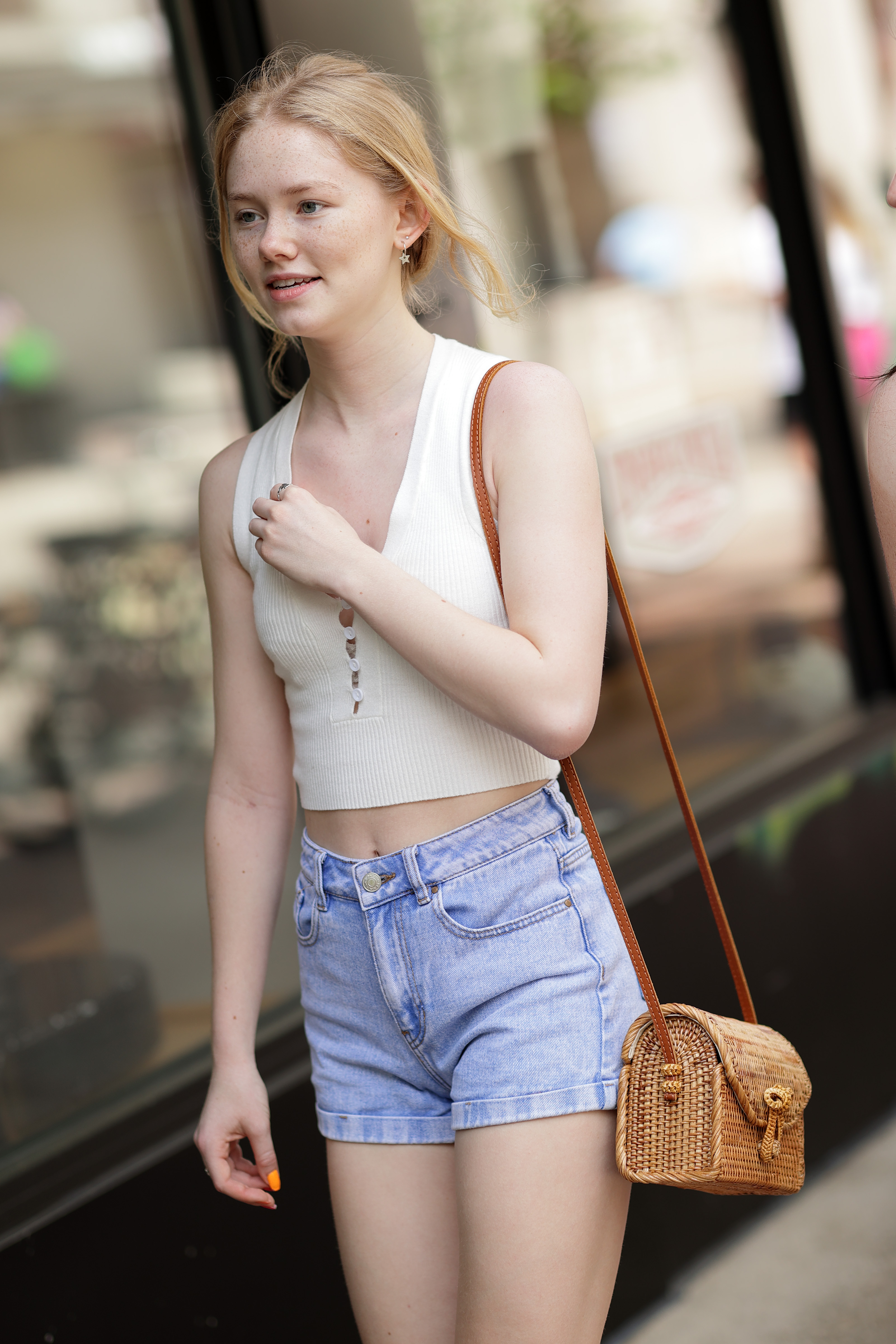
Một phụ nữ với túi xách trên đường phố

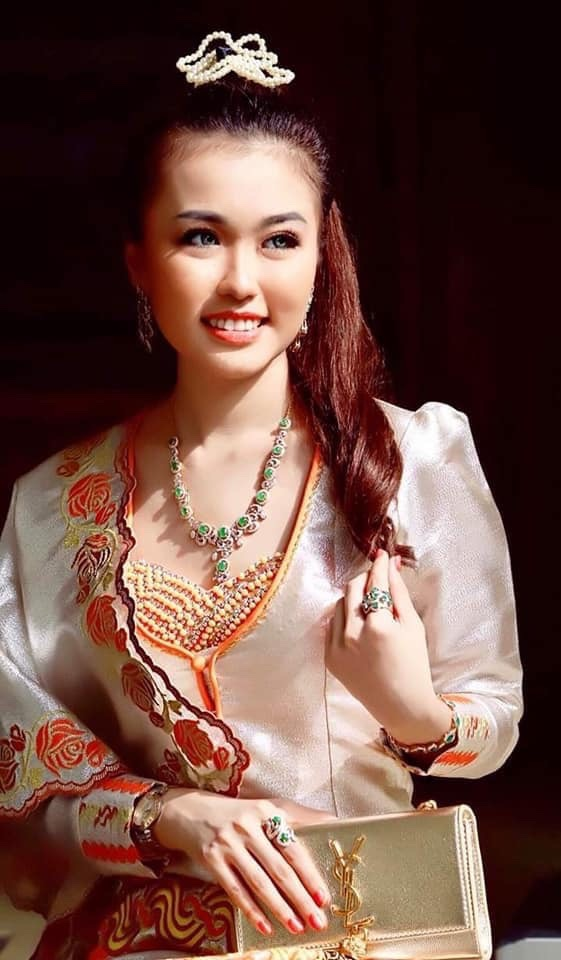
Một cô gái châu Á với túi xách tay nạm hột xoàn

Túi xách (Handbag) hay giỏ xách tay hay ví xách là một kiểu túi chứa đồ có quai xách (giỏ xách hay tay nải) với kích thước trung bình đến cở lớn, túi được sử dụng để đựng các vật dụng cá nhân. Thuật ngữ "ví cầm tay" hay ví đựng đồ (Purse) ban đầu dùng để chỉ một chiếc túi nhỏ đựng tiền xu (ví đựng xu). Ở nhiều quốc gia nói tiếng Anh, thuật ngữ này vẫn được dùng để chỉ một chiếc túi đựng tiền nhỏ. Túi xách là một phụ kiện lớn hơn đựng những vật dụng ngoài tiền tệ, chẳng hạn như đồ dùng cá nhân (tay nải). Tiếng Anh Mỹ thường sử dụng các thuật ngữ ví đựng đồ và túi xách tay thay thế cho nhau đều được. Thuật ngữ túi xách bắt đầu xuất hiện vào đầu những năm 1900. Ban đầu, thuật ngữ túi xách này thường được dùng để chỉ hành lý xách tay của nam giới như cặp táp. Túi xách của phụ nữ ngày càng lớn hơn và chi tiết cầu kì hơn trong giai đoạn này, và thuật ngữ túi xách thường được gắn kết với phụ kiện thời trang. "Pocketbook" là một tên gọi khác để chỉ túi xách của phụ nữ được sử dụng phổ biến nhất ở Hoa Kỳ vào giữa thế kỷ XX. 
Trong thời kỳ cổ đại, túi được sử dụng để mang nhiều vật dụng khác nhau bao gồm đá lửa, công cụ, vật tư, vũ khí và tiền tệ. Những ví dụ ban đầu về những chiếc túi này đã được phát hiện trong việc thực hành tang lễ cổ đại của người Ai Cập ở địa điểm chôn cất của người Ai Cập (khoảng 2686–2160 TCN) và được làm bằng da với hai dây đeo hoặc tay cầm để mang hoặc treo trên một cây gậy. Một chiếc túi xách được phát hiện cùng với hài cốt của Ötzi, người sống vào khoảng năm 3350 đến 3105 trước Công nguyên. Cho đến cuối những năm 1700, cả nam giới và phụ nữ đều mang theo túi (tay nải). Vào cuối thế kỷ 18, thời trang ở châu Âu đang chuyển sang hình dáng thanh mảnh cho những phụ kiện này, lấy cảm hứng từ hình dáng vật dụng của Hy Lạp và La Mã cổ đại. Phụ nữ Âu châu muốn những chiếc ví không còn cồng kềnh hoặc không gọn gàng, được làm từ các loại vải mịn như lụa và nhung, được đeo bằng dây đeo cổ tay và đã trở nên phổ biến ở Pháp, chúng đã lan sang Anh. Tuy nhiên, nam giới không theo xu hướng này. Họ sử dụng ví và túi vốn là những thứ trở nên phổ biến trong quần của phái nam từ thời này về sau